# Diana Ross Presents The Jackson 5
Diana Ross Presents The Jackson 5 är ett musikalbum av The Jackson 5, utgivet 1969. Albumet var gruppens debutalbum.

## Låtlista
1. "Zip-A-Dee-Doo-Dah" (Gilbert/Wrubel)
2. "Nobody" (The Corporation)
3. "I Want You Back" (The Corporation)
4. "Can You Remember" (Bell/Hart)
5. "Standing in the Shadows of Love" (Holland/Dozier/Holland)
6. "You've Changed" (Reese)
7. "My Cherie Amour" (Wonder/Moy/Cosby)
8. "Who's Lovin' You" (Robinson)
9. "Chained" (Wilson)
10. "(I Know) I'm Losing You" (Whitfield/Holland)
11. "Stand!" (Stewart)
12. "Born to Love You" (Hunter/Stevenson)